# Elecciones legislativas francesas en Comoras de 1951
Las elecciones a la Asamblea Nacional francesa se llevaron a cabo en Comoras el 17 de junio de 1951. El territorio eligió un escaño único, ganado por Saïd Mohamed Cheikh.

## Resultados
|  | 78.09 % |

|  | 21.10 % |

|  | 0.81 % |

|  | 98.62 % |

|  | 1.38 % |

|  | 73.52 % |

|  | 44.63 % |